# Emmanuel Damoye
Emmanuel Damoye, né le 20 février 1847 à Montmartre et mort le 23 janvier 1916 dans le 9e arrondissement de Paris, est un peintre français de l'École de Barbizon.

## Biographie
Pierre Emmanuel Eugène Damoye est admis à l'École des beaux-arts de Paris dans l'atelier de Léon Bonnat (1833-1922). Peintre paysagiste, il est reconnu par ses pairs et les critiques d'art de son temps.
Ses premières œuvres datent des années 1860 et révèlent l'influence de Jean-Baptiste Camille Corot (1796-1875) et Charles-François Daubigny (1817-1875).
Ses paysages représentent les bords de la Seine et de l'Oise aux alentours de Pontoise, la Picardie, la Normandie, ainsi que la forêt de Fontainebleau. Il rejoint les peintres de l'école de Barbizon. Il débute au Salon de 1875 avec un paysage intitulé L'Hiver. 
En 1890, il est l'un des membres fondateurs et exposant du Salon de la Société nationale des beaux-arts, mais envoie aussi ses œuvres au Salon du Champ-de-Mars jusqu'à sa mort en 1916. Il obtient une médaille d'or à l'Exposition universelle de 1889.
Emmanuel Damoye meurt le 23 janvier 1916 dans le 9e arrondissement de Paris et est inhumé à Paris au cimetière du Père-Lachaise (58e division).

## Collections publiques

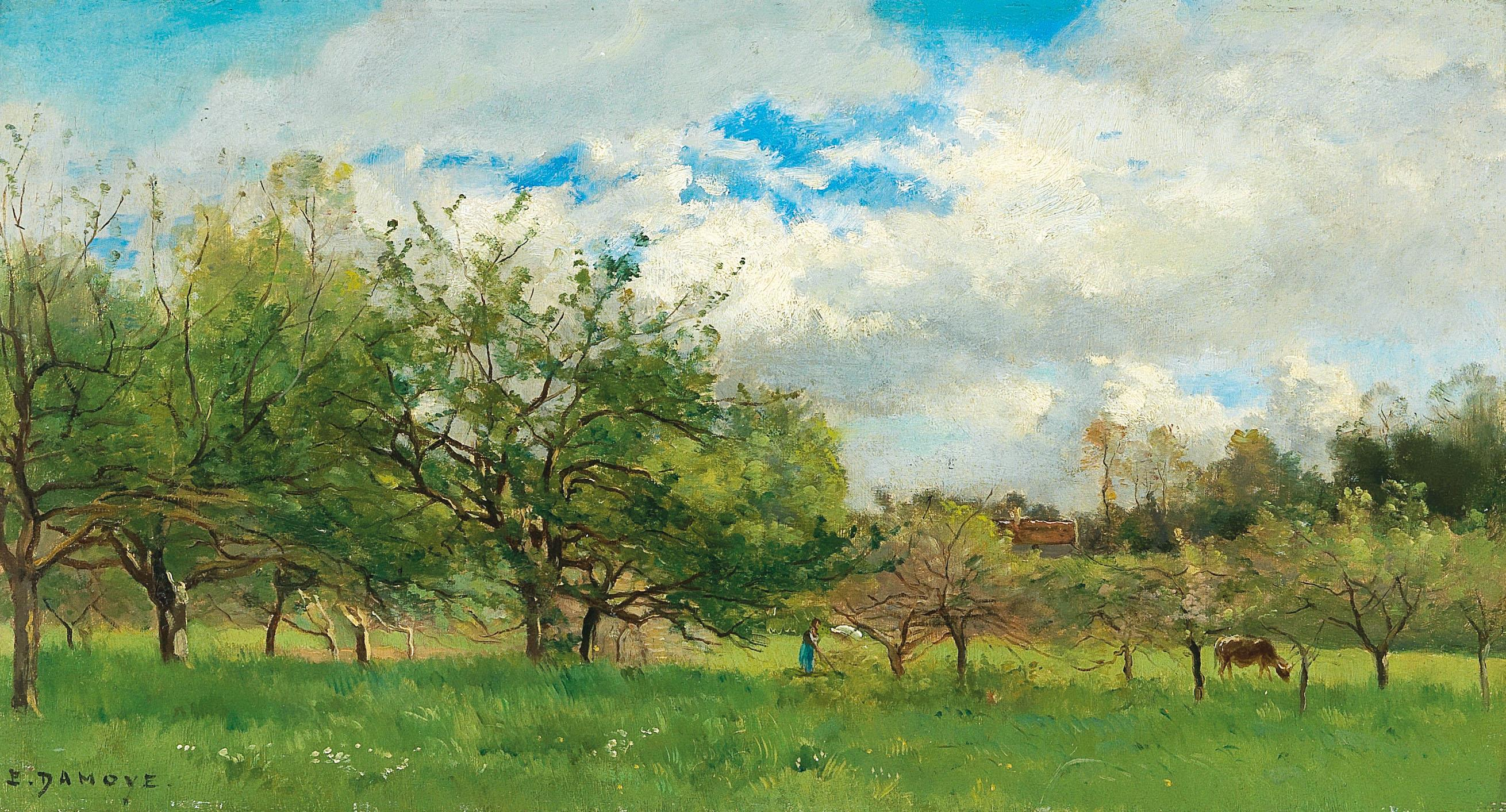
Paysage en été

- Musée Daubigny , Auvers-sur-Oise : Prairies à Mortefontaine, Huile sur toile et Le Vallon, Huile sur toile

- Musée des beaux-arts de Bordeaux : Paysage, 1897, huile sur toile[3]
- Musée de Grenoble : Paysage, effet d'automne, 1882, huile sur toile[4]
- Paris, musée du Louvre : Rivière traversant une ville ; au second plan, un pont, 1905, fusain sur papier[5]
- Paris, musée d'Orsay :
  - Le Moulin de Merlimont, 1879, huile sur toile[6]
  - Un Marais en Sologne, 1892, huile sur toile[7]
- Musée des beaux-arts de Pau : Les Foins (Bretagne), 1891, huile sur toile[8]
- Musée des beaux-arts de Troyes : Paysage, 1879, huile sur toile[9]
- Musée de Vendôme :
  - Champ de blé, 1889, huile sur bois[10]
  - Paysage de Beauce, 1894, huile sur toile[11]
- Pinacothèque nationale d'Athènes : Paysage, 1908, huile sur toile[12]

### Autres œuvres
- Les Landes de Carnac
- Le Moulin de Gouillaudeur
- Un Étang en Sologne
- Un Coin de marée en Sologne
- Après la giboulée
- Étang du Bellay
- La Mare de Sainte-Marguerite
- La Route de Quimperlé
- Le Clocher de Salbris
- Le Chemin du Mont Saint-Michel
- La Seine à Saint-Denis
- Bords de rivière en hiver
- Les Abords de la ferme
- Rivière en Bretagne
- Bords de rivière
- Le Ruisseau
- Les Étangs en Sologne
- La Grange abandonnée[13]

## Distinction
Emmanuel Damoye est nommé chevalier de l'ordre national de la Légion d'honneur par décret du 13 juillet 1893.

## Pour approfondir